# Emilia Saulea
Emilia Saulea (n. 21 iulie 1904, Iași – d. 1 aprilie 1998, București) a fost un geolog român, membru de onoare (1993) al Academiei Române.

## Biografie
A absolvit Liceul „Oltea Doamna” și cursurile Facultății de Științe naturale a Universității din Iași. În 1946 a devenit doctor în științe geologice.
Între 1932 și 1934 a făcut cursuri de specializare în mineralogie și petrografia rocilor sedimentare la Basel și la Paris.
În perioada 1926-1945 a fost asistentă la laboratorul de geologie al Universității din Iași, între 1945-1948 a îndeplinit aceiași funcție la Universitatea din București. Între 1950-1965 a fost titulara disciplinei de Stratigrafie și Geografie istorică la Universitatea din București.

## Publicații
- Cutremurele de pămînt din Romînia, Ion Atanasiu, Emilia Saulea, Editura Academiei Republicii Populare Romîne, 1961
- Geologie istorică, Emilia Saulea, Ed. Didact., 1967